# Eulithis sugitanii
Eulithis sugitanii är en fjärilsart som beskrevs av Louis Beethoven Prout 1937. Eulithis sugitanii ingår i släktet Eulithis och familjen mätare. Inga underarter finns listade i Catalogue of Life.